# Grzegorz Puda
Grzegorz Paweł Puda (ur. 13 lipca 1982 w Bielsku-Białej) – polski polityk i samorządowiec, poseł na Sejm VIII, IX i X kadencji, w 2019 sekretarz stanu w Ministerstwie Inwestycji i Rozwoju, w latach 2019–2020 sekretarz stanu w Ministerstwie Funduszy i Polityki Regionalnej, w latach 2020–2021 minister rolnictwa i rozwoju wsi w drugim rządzie Mateusza Morawieckiego, w latach 2021–2023 minister funduszy i polityki regionalnej w tym samym gabinecie.

## Życiorys
Syn Zbigniewa i Krystyny. W 2006 uzyskał tytuł zawodowy magistra inżyniera z zakresu zootechniki w Akademii Rolniczej w Krakowie. Pracował m.in. jako kierownik marketingu w prywatnym przedsiębiorstwie i koordynator w starostwie powiatowym.
Zaangażował się w działalność polityczną w ramach Prawa i Sprawiedliwości. W 2006, 2010 i 2014 uzyskiwał mandat radnego miejskiego w Bielsku-Białej. W wyborach parlamentarnych w 2015 kandydował do Sejmu z ósmego miejsca na liście PiS w okręgu bielskim. Został wybrany na posła VIII kadencji, otrzymując 12 262 głosy.
W lipcu 2019 powołany przez premiera Mateusza Morawieckiego na stanowisko sekretarza stanu w Ministerstwie Inwestycji i Rozwoju. W wyborach w 2019 z powodzeniem ubiegał się o poselską reelekcję, uzyskując 23 907 głosów. W listopadzie 2019, po przekształceniach w strukturze ministerstw, przeszedł na funkcję sekretarza stanu w Ministerstwie Funduszy i Polityki Regionalnej. W styczniu 2020 został pełnomocnikiem rządu ds. organizacji Światowego Forum Miejskiego w 2022.
6 października 2020 został powołany na urząd Ministra Rolnictwa i Rozwoju Wsi w gabinecie premiera Mateusza Morawieckiego. Zastąpił na tej funkcji Jana Krzysztofa Ardanowskiego. 26 października 2021 został odwołany z zajmowanego stanowiska. Tego samego dnia objął natomiast funkcję ministra funduszy i polityki regionalnej. W wyborach w 2023 utrzymał mandat poselski na kolejną kadencję (z wynikiem 33 728 głosów). 27 listopada tego samego roku zakończył pełnienie funkcji ministra. W 2024 z ramienia PiS wystartował w wyborach do Parlamentu Europejskiego z okręgu nr 11.